# Бившият търговец на бои
„Бившият търговец на бои“(на английски: The Adventure of the Retired Colourman), преведен на български и като „Нещастният старец“ е разказ на писателя Артър Конан Дойл за известния детектив Шерлок Холмс. Включен е в книгата „Архив на Шерлок Холмс“, публикувана през 1927 година.
Според текста на разказа неговото действие се развива през 1898 г. или началото на 1899 г.

## Сюжет
Внимание:  Текстът по-долу разкрива сюжета на произведението (или части от него)!
Холмс води разследване за изчезването на съпругата на бившия търговец на бои Джошуа Амбърли и нейния млад любовник доктор Рей Ърнест. Според Джошуа Амбърли, двойката е откраднала всичките му спестявания от бронирана стая в мазето и е изчезнала, докато той е бил на театър. Първоначално Холмс изпраща Уотсън да разгледа къщата и да разговаря с Амбърли. Когато се връща, Уотсън като цяло потвърждава всички показания на Амбърли, но една особеност заинтригува Холмс: Амбърли е започнал да боядисва в къщата и къщата силно мирише на бои. Освен това, Уотсън обръща внимание на факта, че е бил следен от висок брюнет с големи мустаци и с тъмни очила.
Приемайки, че има нещо съмнително, Холмс решава да изведе Амбърли от къщата. За да направи това, Холмс използва подправена телеграма от свещеник от далечно село. Амбърли, придружен от Уотсън, се отправят с влак към селото, което позволява на Холмс да проникне в къщата на Амбърли – имението „Раят“. След завръщането на Амбърли и Уотсън на „Бейкър Стрийт“, те заварват Холмс и брюнета с големите мустаци и тъмните очила, който се оказва познатият на Холмс частен детектив Баркър, нает от роднините на изчезналия д-р Ърнест. Холмс обвинява Амбърли в двойно убийство, в отговор на което Амбърли се опитва да се самоубие като вземе отровно хапче, но е възпрепятстван.
На пристигналия полицейски инспектор Макинтън Холмс разкрива същността на разследването си. Той е установил, че Амбърли не е бил на театър в нощта на изчезването на съпругата си и д-р Ърнест. Подозирайки, че със силната миризма на боя Амбърли се е опитал да прикрие други силни миризми, Холмс прави оглед на бронираната стая в мазето, където открива тръба за газ с отворен край, и така стига до извода, че Амбърли е затворил там съпругата си и нейния любовник и ги е убил с газ. Потвърждение на това предположение дава недовършен надпис на стената, точно над перваза: „Нас ни у...“ – вероятно опит на умиращия д-р Ърнест да напише „Нас ни уби Джошуа Амбърли“.

## Екранизации
Разказът „Бившият търговец на бои“ е адаптиран в един епизод на телевизионния сериал „Шерлок Холмс“ от 1965 г. с участието на Дъглас Уилмър като Холмс и Найджъл Сток като Уотсън.